# Ailurofobia

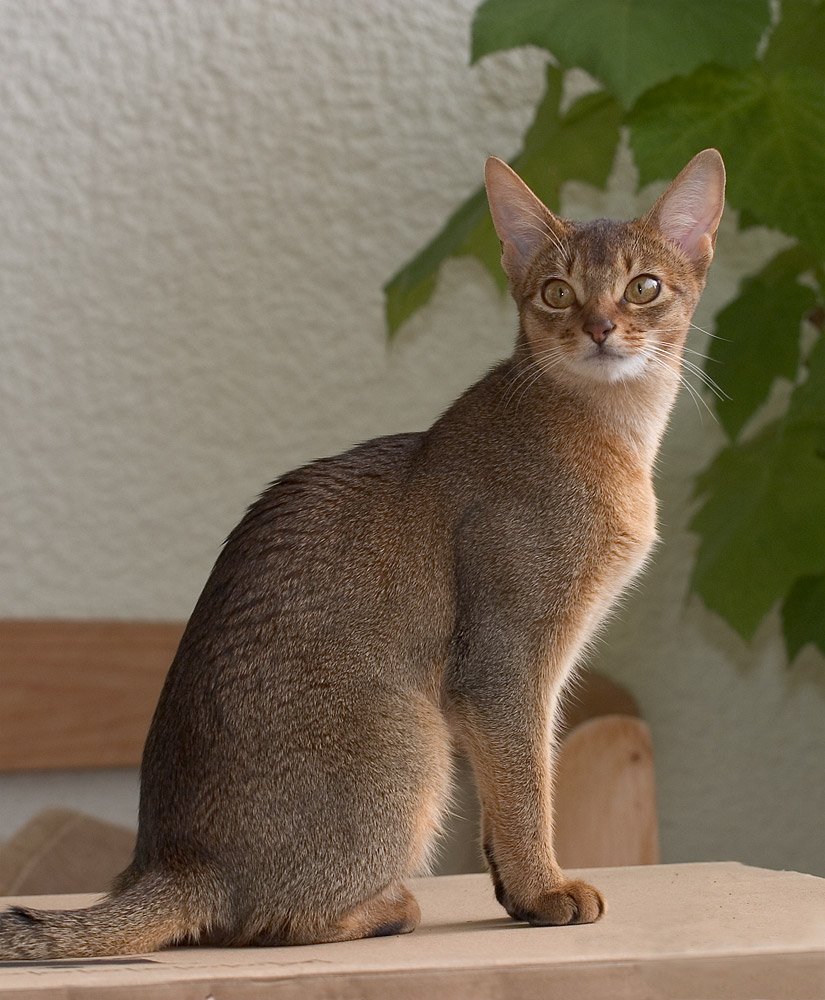
Ailurofobia (od gr. ailouros – kot), felinofobia, gatofobia – lęk przed kotami

Ailurofobia (od gr. ailouros – kot), felinofobia, gatofobia – jedna z odmian fobii, polegająca na anormalnym i długotrwałym lęku przed kotami.

## Charakterystyka
Ailurofobia powoduje przesadne reakcje zaniepokojenia i trwogi, pomimo świadomości o irracjonalności własnego lęku i zapewnień, że obiekt strachu nie stanowi realnego zagrożenia. Co więcej, powoduje to obsesyjną chęć ukrycia fobii i odkrycie lub nawet samo myślenie o odkryciu przez kogoś ich przypadłości może prowadzić do ataków paniki.
Cierpiący na ailurofobię może nie tylko odczuwać lęk przed samymi zwierzętami, ale także zdjęciami i obrazkami przedstawiającymi koty, lub literaturą o podobnej tematyce i wszystkim, co może kojarzyć im się z kotami.
Na ailurofobię cierpiał m.in. Napoleon Bonaparte, a innymi osobami prawdopodobnie dotkniętymi tą fobią byli Aleksander Macedoński, Juliusz Cezar, Czyngis-chan, Benito Mussolini i Adolf Hitler.